# Грейнджер, Фрэнсис
Фрэнсис Грейнджер (англ. Francis Granger; 1 декабря 1792 — 31 августа 1868) — американский политик, представлявшим округ Онтэрио штата Нью-Йорк в Палате представителей США в течение трех непоследовательных сроков. Он был ведущей фигурой в партии вигов на национальном уровне и на уровне Нью-Йорка, особенно в ее умеренно-консервативной фракции. Грейнджер был кандидатом от некоторых региональных партий вигов (на тот момент партия ещё не сформировалась окончательно и выдвинула разных кандидатов в президенты и вице-президенты в разных штатах) на пост вице-президента на выборах 1836 года и стал единственным человеком, проигравшим условные выборы на пост вице-президента в Сенате США (условные выборы в США используются в случае, если ни один кандидат не набирает большинства голосов коллегии выборщиков; выборщики голосуют за президента и вице-президента раздельно. В то время как кандидат в президенты от демократов Мартин Ван Бюрен победил вигов и получил большинство при голосовании на пост президента, его кандидат в вице-президенты Ричард Ментор Джонсон не смог набрать большинства голосов, что привело к условным выборам его против Грейнджера; Джонсон победил). Фрэнсис Грейнджер некоторое время служил в 1841 году в качестве Генерального почтмейстера США в кабинете Уильяма Генри Гаррисона.
Грейнджер поддержал компромисс 1850 года и возглавлял группу сторонников президента Милларда Филлмора, которая стала известна как Серебряно-серые виги — по цвету его седых волос. Эта фракция продолжала конфликтовать с противниками Компромисса-сьюардистами вплоть до распада партии вигов в штате в 1855 году. В 1856 году он стал последним председателем Партии вигов перед ее распадом, после чего вступил в Партию конституционного союза. Затем он был участником мирного съезда 1861 года, состоявшегося в Вашингтоне, округ Колумбия, в попытке разработать средства предотвращения надвигающейся войны.
Грейнджер женился на Корнелии Ратсен Ван Ренсселер (1798–1823), дочери Джереми Ван Ренсселера и Сибеллы Аделины (урожденной Кейн) Ван Ренсселер. Она была внучкой бригадного генерала Роберта Ван Ренсселера. Грейнджер умер в Канандейгуа 31 августа 1868 года и был похоронен на кладбище Вудлон.

## Ссылка
- Грейнджер, Фрэнсис в Биографическом справочнике Конгресса США (англ.)